# Graceville (Minnesota)
Graceville es una ciudad ubicada en el condado de Big Stone en el estado estadounidense de Minnesota. En el Censo de 2010 tenía una población de 577 habitantes y una densidad poblacional de 384,77 personas por km².

## Geografía
Graceville se encuentra ubicada en las coordenadas 45°34′7″N 96°26′10″O / 45.56861, -96.43611. Según la Oficina del Censo de los Estados Unidos, Graceville tiene una superficie total de 1.5 km², de la cual 1.5 km² corresponden a tierra firme y (0%) 0 km² es agua.

## Demografía
Según el censo de 2010, había 577 personas residiendo en Graceville. La densidad de población era de 384,77 hab./km². De los 577 habitantes, Graceville estaba compuesto por el 99.83% blancos, el 0% eran afroamericanos, el 0% eran amerindios, el 0.17% eran asiáticos, el 0% eran isleños del Pacífico, el 0% eran de otras razas y el 0% pertenecían a dos o más razas. Del total de la población el 0.69% eran hispanos o latinos de cualquier raza.